# Wara Seoni
Wara Seoni é uma cidade e um município no distrito de Balaghat, no estado indiano de Madhya Pradesh.

## Demografia
Segundo o censo de 2001, Wara Seoni tinha uma população de 22,966 habitantes. Os indivíduos do sexo masculino constituem 51% da população e os do sexo feminino 49%. Wara Seoni tem uma taxa de literacia de 76%, superior à média nacional de 59.5%: a literacia no sexo masculino é de 82% e no sexo feminino é de 70%. Em Wara Seoni, 12% da população está abaixo dos 6 anos de idade.